# Paternopoli
Paternopoli là một đô thị (comune) thuộc tỉnh Avellino trong vùng Campania của Ý. Paternopoli có diện tích 18 km2, dân số là 2596 người (thời điểm ngày 1 tháng 5 năm 2009).